# Basiliximab
Il basiliximab (nome commerciale Simulect) è un anticorpo monoclonale di tipo chimerico (topo-Uomo) che si lega alla catena α chain (CD25) del recettore dell'IL-2  delle cellule T.

## Indicazioni
Viene usato per la prevenzione del rigetto d'organo nel trapianto, specialmente nel trapianto del rene e per la profilassi della malattia del trapianto contro l'ospite (GvHD) nel trapianto allogenico di cellule staminali ematopoietiche. Viene commercializzato dalla Novartis Pharmaceuticals; è stato approvato per l'uso dalla FDA nel 1998.
Similmente al daclizumab, ritirato dal mercato europeo, basiliximab riduce la severità e l'incidenza nel trapianto di rene del rigetto senza incrementare le infezioni opportunistiche.

## Meccanismo d'azione
Il Basiliximab agisce sull'antigene CD25, isotipo dell'IgG1, presente sulla superficie dei linfociti T cellule coinvolte nel meccanismo del rigetto dei trapianti d'organo).
Il CD25 è un recettore che stimola la sintesi dell'interleuchina-2 e stimola anche i linfociti T a suddividersi. Legandosi al CD25, il basiliximab blocca l'attività dell'interleuchina-2, e si comporta per questo come un antagonista della stessa; esso riduce così la velocità e capacità di duplicazione dei linfociti. Infatti, l'IL-2 si lega alla subunità p55 del recettore CD25 che è l'effettore dei meccanismi di trasduzione della sintesi della stessa IL-2. Ciò determina clinicamente una riduzione del rischio di rigetto.

### Basiliximab
- (EN) Gregory T. Everson e James F. Trotter, Liver transplantation: challenging controversies and topics, Springer, 2009,  pp. 24–, ISBN 978-1-58829-793-8.
- (EN) Manzoor M. Khan, Immunopharmacology, Springer, 24 ottobre 2008,  pp. 113–, ISBN 978-0-387-77975-1.
- (EN) Derek S. Wheeler, Hector R. Wong e Thomas P. Shanley, Pediatric Critical Care Medicine: Basic Science and Clinical Evidence, Springer, 1º ottobre 2010,  pp. 1399–, ISBN 978-1-84628-463-2.
- (EN) Stefan Dübel, Handbook of therapeutic antibodies: Approved therapeutics[collegamento interrotto], Wiley-VCH, 26 marzo 2007,  pp. 1133–, ISBN 978-3-527-31453-9.